# Similitudine tra matrici
In algebra lineare, la similitudine tra matrici è un'importante relazione di equivalenza, che induce una partizione dell'insieme {\displaystyle M(n,K)} di tutte le matrici quadrate con {\displaystyle n} righe e colonne a valori in un campo {\displaystyle K}. In particolare, nella teoria degli endomorfismi di uno spazio vettoriale, due matrici si dicono simili quando rappresentano lo stesso endomorfismo rispetto a due basi diverse. Quindi ad ogni endomorfismo si può associare una classe di equivalenza di matrici simili.
Due matrici simili hanno gli stessi autovalori, rango, determinante e traccia. Non vale però il contrario: due matrici con la stessa traccia, lo stesso determinante, lo stesso rango e lo stesso polinomio caratteristico non sono necessariamente simili.

## Definizione
Due matrici quadrate {\displaystyle A} e {\displaystyle B} sono simili quando esiste una matrice invertibile {\displaystyle M} tale che:
{\displaystyle \ A=M^{-1}BM}
In particolare, la matrice identità e la matrice nulla sono simili solo a loro stesse.

## Invarianti per similitudine
Due matrici simili hanno lo stesso rango, determinante e traccia. Si dice quindi che rango, determinante e traccia sono invarianti per similitudine.
La dimostrazione dell'invarianza del determinante passa per il teorema di Binet:
{\displaystyle \det(M^{-1}BM)=\det(M^{-1})\cdot \det B\cdot \det M=}
{\displaystyle (\det M)^{-1}\cdot \det B\cdot \det M=\det B\cdot (\det M)^{-1}\cdot \det M=\det B}
Due matrici simili hanno inoltre lo stesso polinomio caratteristico e lo stesso polinomio minimo. Infatti, dalla definizione si ha che {\displaystyle A=P^{-1}\cdot B\cdot P}, da cui si ricava il polinomio caratteristico:
{\displaystyle \Delta _{A}(\lambda )=|\lambda I-A|=|\lambda I-P^{-1}\cdot B\cdot P|}
e dal momento che {\displaystyle \lambda } è uno scalare si può moltiplicare a sinistra e a destra di {\displaystyle \lambda I} per {\displaystyle P^{-1}} e per {\displaystyle P}. Infatti:
{\displaystyle \lambda I=\lambda P^{-1}\cdot I\cdot P=P^{-1}\cdot \lambda I\cdot P}
Si ha quindi che:
{\displaystyle |\lambda I-P^{-1}\cdot B\cdot P|=|P^{-1}\cdot \lambda I\cdot P-P^{-1}\cdot B\cdot P|=|P^{-1}(\lambda I-B)P|=|P^{-1}|\cdot |(\lambda I-B)|\cdot |P|}
da cui {\displaystyle |\lambda I-A|=|\lambda I-B|}.
Questo fatto comporta che due matrici simili abbiano anche gli stessi autovalori, infatti se {\displaystyle \lambda } è un autovalore della matrice {\displaystyle A}, ed {\displaystyle A} è simile a {\displaystyle B}, si ha:
{\displaystyle Ax=\lambda x\qquad M^{-1}BMx=\lambda x}
per qualche vettore {\displaystyle x} diverso da zero. Moltiplicando entrambi i membri della seconda uguaglianza a sinistra per {\displaystyle M} si ottiene:
{\displaystyle B(Mx)=\lambda (Mx)\ }
per cui {\displaystyle \lambda } è anche autovalore di {\displaystyle B} con autovettore {\displaystyle Mx}.
Due matrici con la stessa traccia, lo stesso determinante e lo stesso polinomio caratteristico non sono tuttavia necessariamente simili. Ad esempio:
{\displaystyle {\begin{bmatrix}1&0\\0&1\\\end{bmatrix}}\quad {\begin{bmatrix}1&1\\0&1\\\end{bmatrix}}}
non sono matrici simili.

## Relazione con gli endomorfismi
La relazione di similitudine fra matrici è usata soprattutto per la sua stretta relazione con la teoria degli endomorfismi di uno spazio vettoriale, riassunta nell'asserzione seguente: sia T un endomorfismo di uno spazio vettoriale. Le matrici associate a {\displaystyle T} rispetto a due basi diverse dello spazio sono simili.
Una matrice simile ad una matrice diagonale si dice diagonalizzabile. Lo studio della diagonalizzabilità di una matrice è un problema centrale in algebra lineare. Non tutte le matrici sono diagonalizzabili, ed a tal proposito sui campi reale e complesso la forma canonica di Jordan di una matrice quadrata {\displaystyle A} definisce una matrice triangolare {\displaystyle J} simile ad {\displaystyle A} che ha una struttura il più possibile vicina ad una matrice diagonale. In particolare, la matrice è diagonale se e solo se {\displaystyle A} è diagonalizzabile, altrimenti è divisa in blocchi detti blocchi di Jordan.
Particolare importanza riveste il caso in cui la matrice invertibile che definisce la relazione di similitudine è una matrice unitaria. Due matrici {\displaystyle A} e {\displaystyle B} sono unitariamente equivalenti se sono simili rispetto ad una matrice unitaria {\displaystyle U}, ovvero {\displaystyle A=UBU^{\dagger }}. Ad esempio, le matrici hermitiane sono unitariamente equivalenti alle matrici diagonali reali, e le matrici normali sono unitariamente equivalenti alle matrici diagonali complesse.